# Locomotive Software
Locomotive Software era una pequeña empresa británica de software, la mayor parte de cuyos desarrollos fueron para los ordenadores domésticos y de pequeña empresa elaborados por Amstrad en los años 80.
Locomotive escribió (o contribuyó de forma significativa) las ROMs de los ordenadores domésticos Amstrad CPC 464, Amstrad CPC 664 y Amstrad CPC 6128, el procesador de texto de los Amstrad PCW y el sistema operativo de disco +3DOS de las versiones realizadas por Amstrad de los ordenadores de la gama ZX Spectrum: los +2A, +2B y +3, entre otros. Su Locomotive BASIC para la gama CPC era una versión de BASIC rápida y con gran cantidad de posibilidades para su época y más adelante llegó al desarrollo de Mallard BASIC para las máquinas de Amstrad basadas en CP/M+. Locomotive fue también el responsable de portar las versiones del sistema operativo CP/M a las máquinas Amstrad - inicialmente la versión para los CPC464 y CPC664 y más adelante CP/M 3.0 ("CP/M Plus") para el CPC6128, la gama PCW y el Spectrum +3.
Un Locomotive BASIC posterior fue el BASIC2 para el GUI GEM de Digital Research, suministrado como la gama de PC clónicos Amstrad PC-1512 y PC-1640.
La compañía también desarrolló el procesador de texto LocoScript para el PCW, que era un sistema arrancable por sí mismo, sin un sistema operativo subyacente. Locomotive produjo más tarde una versión para PC de este software, pero no fue un gran éxito, en parte porque era una aplicación para DOS, en un momento en que el mercado se movía hacia Microsoft Windows, pero también porque en el competitivo mercado de los PC salía mal parado en las comparaciones con otras herramientas como WordPerfect. Aun así, la versión para PC de Locoscript funciona bajo Windows XP en una partición FAT32, y es capaz de leer correctamente los documentos creados en la gama PCW, una vez que los datos hayan sido copiados al entorno PC.
Este mismo equipo de desarrollo creó más tarde el Cliente de Internet Turnpike para Windows, que durante muchos años se distribuyó como el software de acceso a Internet por parte de una de las compañías pioneras en proveer acceso a Internet mediante líneas telefónicas, Demon Internet.